# Эгла (дочь Асклепия)
Э́гла (др.-греч. Αἴγλη) — персонаж древнегреческой мифологии, одна из дочерей бога медицины Асклепия. По одной из версий мифа матерью Эглы была Эпиона, по другой — младшая дочь Асклепия и гелиады Лампетии. Её имя является производным от слов «здоровье», «свет» и «блеск». На этом основании современные авторы предполагают, что она могла восприниматься древними греками в качестве богини роскоши, подчёркивая крайнюю скудость информации о данном персонаже в античных источниках.
Согласно Плинию Старшему была изображена на картине Аристолая среди членов семьи Асклепия.